# Castello di Rocca San Casciano
Il castello di Rocca San Casciano è una fortificazione dominante il paese Rocca San Casciano.

## Storia
Il primo documento che cita Rocca risale al 1197 "Rocca Sancti Cassiani in Casatico" il che fa ritenere che all'epoca esistesse un castello. Nel 1230 il vescovo di Forlimpopoli raccomanda alcuni castelli di sua giurisdizione, tra i quali anche la rocca di San Casciano, al comune di Faenza. Nel 1315 il castello di Rocca San Casciano è soggetto ad Alighiero de' Calboli. Nel 1382 Francesco de' Calboli lascia il castello di Rocca San Casciano in eredità a Firenze. Nel 1504 Dionigi Naldi occupa il castello di Rocca San Casciano per conto del governo di Venezia che ne fa smantellare la rocca. Nel 1661 il castello di Rocca San Casciano viene gravemente rovinato da un terremoto. Successivamente venne in parte recuperato come abitazione rurale.

La Rocca è stata in restauro dal 2019 al 2021. Nel 2019 sono stati recuperati circa 90 metri di mura con un'altezza media di 6 metri.

## Galleria d'immagini

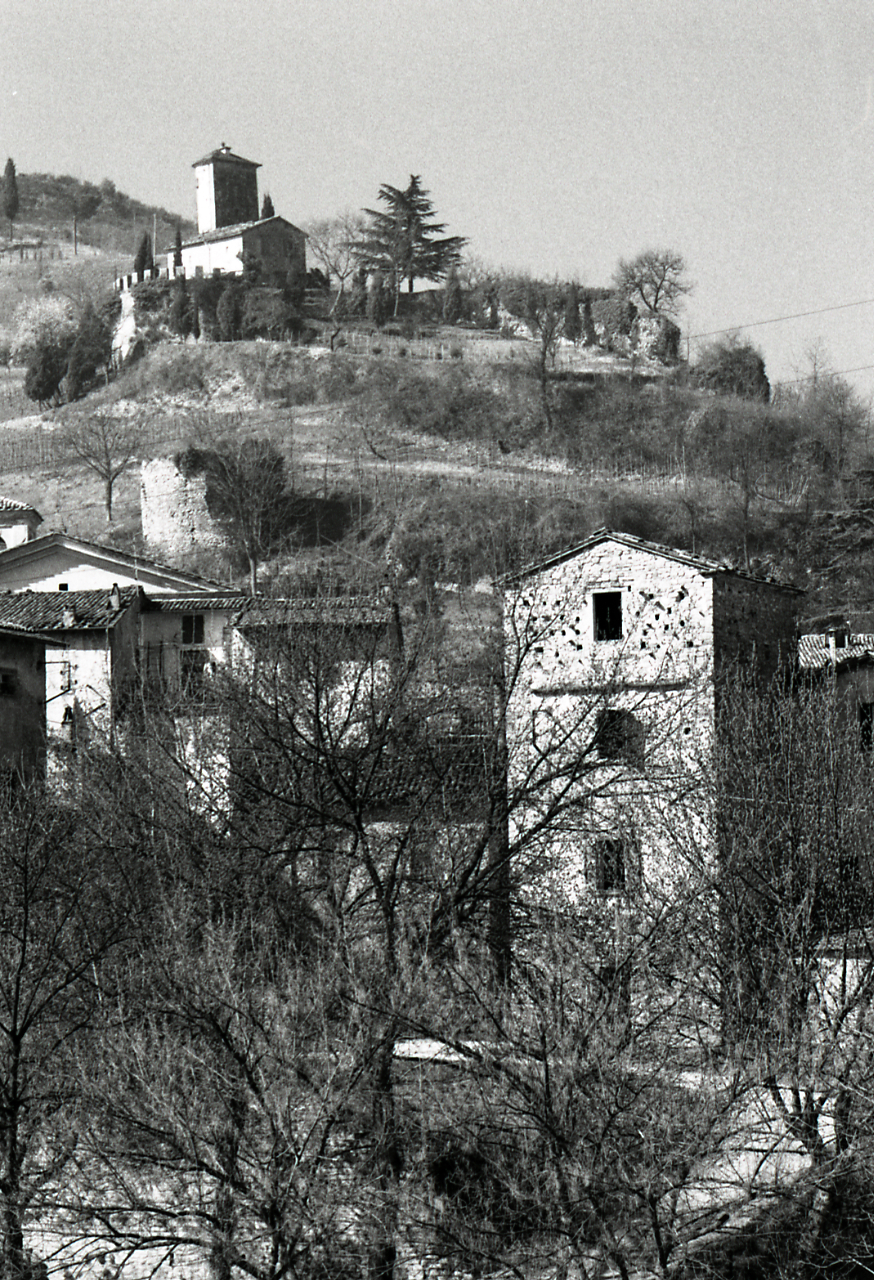
Veduta del Castello di Rocca San Casciano in una foto di Paolo Monti del 1977. Fondo Paolo Monti, BEIC
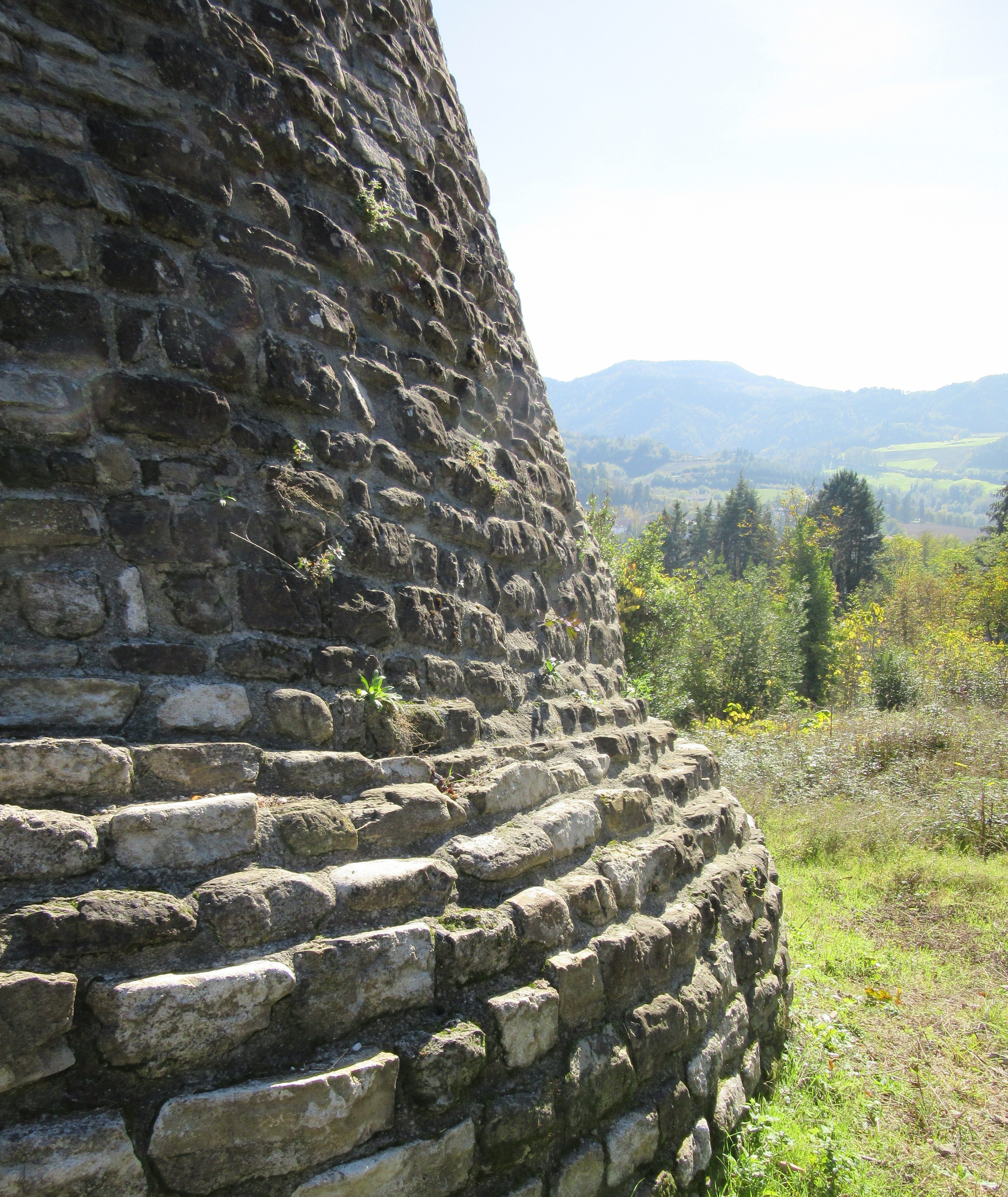
Base del mastio
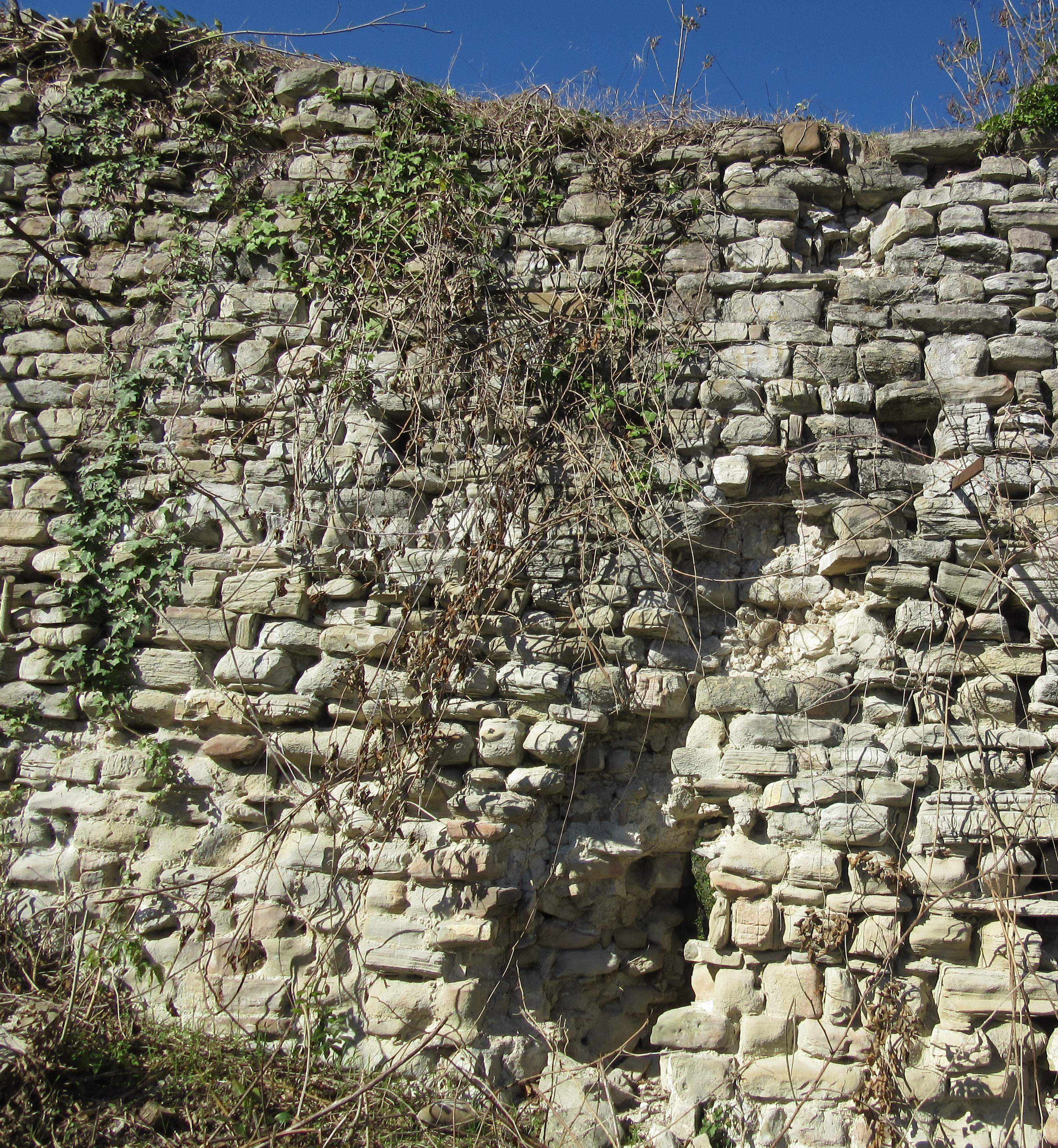
Tratto di mura